# Cao Hamburger
Carlos Império "Cao" Hamburger (São Paulo, 27 de fevereiro de 1962) é um autor, diretor e produtor cinematográfico brasileiro. 
Venceu duas vezes o Emmy Internacional como melhor série com as obras Pedro & Bianca e Malhação: Viva a Diferença, em 2014 e 2019, respectivamente.  Em 2006, havia sido indicado ao mesmo premio por Filhos do Carnaval, série da HBO.
O Ano em que Meus Pais Saíram de Férias, seu segundo longa metragem, concorreu ao Urso de Ouro no Festival de Cinema de Berlim e foi o representante brasileiro na disputa ao Oscar de Melhor Filme Estrangeiro, ficando na "short list". 

## Biografia
Nascido em 1962, passou sua infância no bairro do Butantã, região Oeste de São Paulo. Filho dos cientistas Ernest e Amélia Hamburger, de quem teve grande incentivo para as artes, quando criança frequentou aulas de música e teatro com amigos da família. Seu tio materno é o renomado cenógrafo e artista plástico Flávio Império. Essas influências se refletiram na escolha de sua profissão e de seus irmãos: Cao é cineasta, Sônia é produtora de cinema, Vera diretora de arte, Fernando é fotógrafo e Esther professora de comunicações e artes na ECA-USP.

## Carreira
Hamburger tornou-se um diretor premiado tanto pelos trabalhos para a televisão quanto para o cinema. Entre suas maiores criações para a televisão está o “Castelo Rá-Tim-Bum”, que estreou na Cultura no ano de 1994 e foi eleito o melhor programa infantil pela Associação Paulista dos Críticos de Artes (APCA). Cao foi diretor-geral e um dos criadores do programa e, no cinema, também fez o “Castelo Rá-Tim-Bum – O Filme”, em 1999. O longa foi premiado no Toronto Children’s Festival e no Chicago Festival, ambos na categoria de “melhor filme”. Suas obras feitas para a televisão e direcionadas para o público infantil ficaram conhecidas por mesclar entretenimento com conteúdo. Entre elas, estão as séries “Os Urbanóides” (1991), “Perigo, Perigo, Perigo!” (1992), “Disney Club” (1996), “Um Menino Muito Maluquinho” (2006) e “Pedro e Bianca” (2012) – esta, mais focada no público adolescente, recebeu o prêmio de melhor série de 2013 pelo International Emmy Kids Awards e no Prix Jeunesse, o prêmio europeu mais importante para a categoria. Na TV, Cao ainda assinou a criação, juntamente com Elena Soarez, e a direção-geral de “Filhos do Carnaval”, uma série dramática exibida pelo canal HBO nos anos de 2006 e 2009. A primeira temporada foi nomeada para o International Emmy Awards e levou o Prêmio de Melhor Programa de TV pela Associação de Críticos Brasileira. O filme O Ano em que Meus Pais Saíram de Férias é um marco na carreira do diretor, referente à sua transição de plateia, que também marca o ponto mais alto de sua carreira. Lançado nos cinemas brasileiros em 2 de novembro de 2006, o longa-metragem recebeu alguns prêmios e uma indicação ao Urso de Ouro do Festival de Berlim, em 2007. 
Trata da história de Mauro, um garoto de 12 anos que é separado dos pais na época da ditadura militar no Brasil e é acolhido pelos moradores da comunidade judaica do bairro do Bom Retiro. O filme fala de compaixão e superação e é pontuado por assuntos marcantes para a década de 1970, não só o período ditatorial, como a famosa Copa do Mundo de Futebol de 1970. 
Seu longa metragem mais recente é Xingu, um filme sobre a história dos irmãos Villas Boas, idealizadores do Parque Nacional do Xingu. 
Em 2014, vinte anos após a estreia do “Castelo Rá-Tim-Bum”, Cao volta a trabalhar com o universo infantil com o “Que Monstro te Mordeu?”, como produtor executivo, além de criador. O programa foi produzido por sua produtora Caos Produções e pela Primo Filmes, em parceria com o SESI e a TV Cultura. Em 2017, estréia na Rede Globo com a vigésima quinta temporada de Malhação, Viva a Diferença.

## Filmografia

### Televisão
| Ano     | Título                                      | Cargo                | Cargo   | Cargo    | Notas                 |
| Ano     | Título                                      | Roteirista / Criador | Diretor | Produtor | Notas                 |
| ------- | ------------------------------------------- | -------------------- | ------- | -------- | --------------------- |
| 1993    | Lucas e Juquinha em Perigo! Perigo! Perigo! |                      |         |          |                       |
| 1994–97 | Castelo Rá-Tim-Bum                          |                      |         |          |                       |
| 1997–01 | Disney Club                                 |                      |         |          |                       |
| 2001–02 | Disney CRUJ                                 |                      |         |          |                       |
| 2002–05 | Cidade dos Homens                           |                      |         |          |                       |
| 2006    | Um Menino muito Maluquinho                  |                      |         |          | Adaptação             |
| 2006–07 | Filhos do Carnaval                          |                      |         |          |                       |
| 2008–09 | No Estranho Planeta dos Seres Audiovisuais  |                      |         |          |                       |
| 2012–13 | Família Imperial                            |                      |         |          |                       |
| 2012–14 | Pedro & Bianca                              |                      |         |          |                       |
| 2014–15 | Que Monstro te Mordeu?                      |                      |         |          |                       |
| 2017–18 | Malhação: Viva a Diferença                  |                      |         |          | Temporada 25          |
| 2020-23 | As Five                                     |                      |         |          | Supervisão de direção |

### Cinema
| Ano  | Título                                  | Cargo                | Cargo   | Cargo    | Notas            |
| Ano  | Título                                  | Roteirista / Criador | Diretor | Produtor | Notas            |
| ---- | --------------------------------------- | -------------------- | ------- | -------- | ---------------- |
| 1985 | Frankenstein Punk                       |                      |         |          | Curta-metragem   |
| 1986 | A Garota das Telas                      |                      |         |          | Curta-metragem   |
| 1999 | Castelo Rá-Tim-Bum, o Filme             |                      |         |          | Criação original |
| 2006 | O Ano em que Meus Pais Saíram de Férias |                      |         |          |                  |
| 2012 | Xingu                                   |                      |         |          |                  |

## Prêmios e indicações
| Ano  | Prêmio                       | Categoria                                  | Indicação                  | Resultado | Ref.          |
| ---- | ---------------------------- | ------------------------------------------ | -------------------------- | --------- | ------------- |
| 1994 | Prêmio APCA                  | Melhor Programa Infantil                   | Castelo Rá-Tim-Bum         | Venceu    | [ 4 ]         |
| 1995 | Festival de Nova York        | Medalha de Prata: Melhor Programa Infantil | Castelo Rá-Tim-Bum         | Venceu    | [ 4 ]         |
| 1999 | Troféu Imprensa              | Melhor Programa Infantil                   | Castelo Rá-Tim-Bum         | Venceu    | [ 4 ]         |
| 2006 | Emmy Internacional           | Melhor Telefilme ou Minissérie             | Filhos do Carnaval         | Indicado  | [ 5 ]         |
| 2013 | Prix Jeunesse Iberoamericano | Melhor Série de Ficção: 11-15 anos         | Pedro & Bianca             | Venceu    | [ 6 ]         |
| 2014 | Emmy Internacional           | Melhor Série                               | Pedro & Bianca             | Venceu    | [ 7 ]         |
| 2014 | Prix Jeunesse International  | Melhor Série de Ficção: 11-15 anos         | Pedro & Bianca             | Venceu    | [ 8 ]         |
| 2017 | Prêmio Extra de Televisão    | Melhor Novela                              | Malhação: Viva a Diferença | Indicado  | [ 9 ]         |
| 2017 | Prêmio Contigo!              | Melhor Novela                              | Malhação: Viva a Diferença | Indicado  | [ 10 ]        |
| 2017 | Troféu APCA                  | Melhor Novela                              | Malhação: Viva a Diferença | Indicado  | [ 11 ]        |
| 2018 | Troféu Internet              | Melhor Novela                              | Malhação: Viva a Diferença | Indicado  | [ 12 ]        |
| 2018 | Prêmio Jovem Brasileiro      | Melhor Novela                              | Malhação: Viva a Diferença | Indicado  | [ 13 ]        |
| 2018 | Prêmio ABRA de Roteiro       | Melhor Novela                              | Malhação: Viva a Diferença | Venceu    | [ 14 ]        |
| 2018 | Prix Jeunesse International  | Melhor Série de Ficção: 11-15 anos         | Malhação: Viva a Diferença | Venceu    | [ 15 ] [ 16 ] |
| 2019 | Emmy Internacional           | Melhor Série                               | Malhação: Viva a Diferença | Venceu    | [ 17 ]        |